# Pierre Payen de Noyan
Pierre Payen de Noyan et de Chavoy, né le 7 octobre 1663 à Avranches en Normandie et mort le 15 octobre 1706 aux Antilles ou en Louisiane française, est un officier de la Nouvelle-France, capitaine des troupes de la Marine.

## Biographie
Pierre Payen de Noyan était le fils de fils de Pierre Payen, chevalier et seigneur de Chavoy, et de Hélène Vivien de la Champagne.
Pierre Payen de Noyan s'engagea dans les troupes de la Marine, comme enseigne.
Il débarqua au Canada en 1687 en qualité de lieutenant dans les troupes de la Marine.
En 1690, Pierre Payen de Noyan fut promu capitaine réformé.
En 1694, il épousa Catherine-Jeanne Le Moyne de Longueuil et de Châteauguay, fille de Charles le Moyne de Longueil et de Châteauguay, seigneur de Longueil en Nouvelle-France.
Le 3 novembre 1695, ils ont un fils, Pierre-Jacques Payen de Noyan, qui fut capitaine et commandant de plusieurs forts français en Nouvelle-France.
En 1696, il commande des troupes lors de l'expédition militaire à Terre-Neuve sous le commandement de Pierre Le Moyne d'Iberville en coordination avec les forces de Jacques-François de Monbeton de Brouillan gouverneur de Plaisance. Ils s'emparèrent en quelques heures de deux premiers forts britanniques et assiégèrent le troisième qui capitula deux jours plus tard. Ils lancèrent ensuite des détachements de soldats contre le chef-lieu et les autres postes anglais qu'il détruisirent au cours de l'hiver 1697. 
En 1701, il suivit Joseph Le Moyne de Sérigny, commandant de la Louisiane française et fils de Charles le Moyne de Longueil et de Châteauguay.
En 1706, il était capitaine de son propre navire, lors de l'expédition militaire aux Antilles sous le commandement de Pierre Le Moyne d'Iberville. Il naviguait entre les Antilles, l'île de Saint-Domingue et la Louisiane française. Il intervint dans la colonie de Mobile, autour de la baie de Mobile et de fort Louis de la Mobile, en aide auprès des colons français.
Il meurt le 15 octobre 1706 entre les Antilles et la Louisiane française.